# 西沙瓦·乔本潘内阁
西沙瓦·乔本潘内阁是1998年至2001年的老挝内阁。2001年3月27日，本扬·沃拉吉在老挝第四届国会第七次会议上被任命为政府总理，接替西沙瓦·乔本潘。2002年4月9日，本扬·沃拉吉在老挝第五届国会第一次会议上连任政府总理，组成新一届内阁。

## 简介
1998年2月24日，以西沙瓦·乔本潘为总理的老挝新一届内阁组成。主要成员有：
- 总理：西沙瓦·乔本潘（Sisavath　Keobounphanh）
- 副总理兼财政部部长：本扬·沃拉吉（Boungnang Vorachith）
- 副总理兼国防部部长：朱马里·赛亚逊（Choummaly Saygnasone）
- 副总理兼外交部部长：宋沙瓦·凌沙瓦（Somsavat Lengsavad）
- 内政部部长：阿桑·劳里（Asang Laoly）
- 计委主任：布通·冯罗坎（Bouathong Vonglokham）
- 工业手工业部部长：苏里冯·达拉冯（Soulivong Daravong）
- 交通运输邮电建设部部长：炮·本纳喷（Phao Bounnaphonh）
- 农林部部长：仙·沙旁通（Siene Saphangthong）
- 贸易旅游部部长：富米·提帕汶（Phoumy Thippavone）
- 新闻文化部部长：西勒·本坎（Sileua Bounkham）
- 总理府办公厅主任：赛宋蓬·丰威汉（Saysomphone Phomvihane）